# Чокве
Чокве (бачокве, киоко, чиокве) — народ группы банту, проживающий в Конго и на северо-востоке Анголы. Относятся к негрской расе большой негроидной расы. Чокве близки лунда (часть чокве входила в их государство) и луэна. Говорят на языке чокве, одном из языков банту.
Общее количество — примерно 1 950 000 человек.

## Культура

### Религия
Раньше существовали вождества, главы которых были сакральными фигурами с юридической, политической, ритуальной властью. Большую роль играл ритуальный «вождь дичи», возглавлявший крупные охоты. Сейчас же большинство чокве верующие — в основном католики.

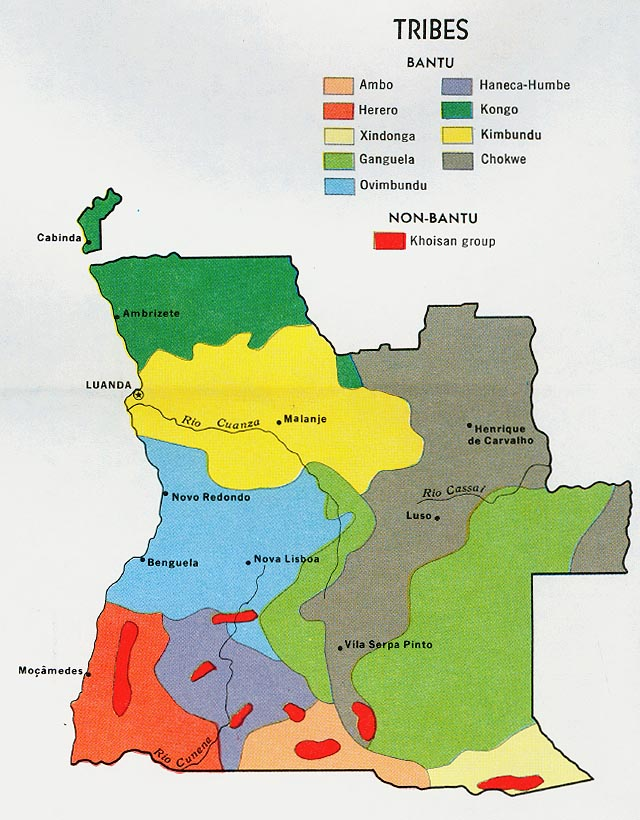
Этнический состав страны

### Искусство
В искусстве чокве различаются по меньшей мере три подстиля. Один из них соответствует наиболее древним из сохранившихся памятников: скульптурным украшениям кресел вождей, статуэткам с головным убором или «прической» чихонго (принадлежность маски чикуза). Этот стиль сохранил некоторые черты помпезности, которые свойственны придворному искусству. Скорее всего он сформировался в эпоху государства Лунда, когда чокве только начали контактировать с европейскими торговцами и миссионерами. Наряду с этой тщательно отделанной и гладко отполированной скульптурой существуют более примитивные по форме и технике статуэтки, трактованные суммарно (ноги не расчленены, руки прилегают к туловищу, все формы грубо упрощены). Скульптура этого под стиля, сохраняющая архаическую композицию (строгая симметрия, статичность, единообразие позы), по-видимому, относится к провинциальной традиции. Третий подстиль представлен главным образом масками мвана пво («молодая девушка»). Отдельные экземпляры поражают своим реализмом. Одна из масок этого типа, находящаяся в Музее Киншасы, изображает пропорциональное, мягко моделированное лицо молодой девушки. Формы этой маски почти натуралистичны, и вместе с тем она сохраняет все особенности стиля чокве. Закрытые глаза имеют ту же миндалевидную форму, так же четко очерчены дуги сходящихся у переносицы бровей, та же форма носа, несколько приплюснутого у переносицы, и высокого выпуклого лба с крестообразной татуировкой. Не типична лишь трактовка рта, закрытого и красиво очерченного (в отличие от открытого, широко растянутого, с оскаленными зубами — обычного для мужских масок и некоторых статуэток чокве).

### Особенности скульптур
Формы скульптур тяжелые, мощные, весомые; торсы выглядят как могучие стволы колонн, головы во впечатляющих масках обрамлены или увенчаны монументальной прической. Фигурки гораздо реже сидят, чем стоят. Мужские фигуры почти столь же многочисленны, как и женские. Фигуры в масках встречаются чаще, чем где-либо в Африке. Маски, так же как и лица статуэток, имеют выпуклые глаза с полуопущенными веками, посаженные в большие полусферические орбиты. Глубокие складки, расходящиеся от крыльев носа, соединены с углами рта, обычно очень широкого. Подбородок часто украшен бородкой или сильно выступающим вперед декоративным придатком.

### Жилище
Поселения круговой планировки из круглых однокамерных хижин, сплетённых из жердей и крытых травой и пальмовыми листьями. Включают несколько линиджей одного клана (по 4—5 поколений), часто встречаются хуторские поселения одной большой семьи, число которой может достигать 30 человек (Львова 1999: 619).

## Традиционные занятия
Ручное переложное земледелие: выращивают маниок, просо, кукурузу, а также овощи и фрукты. Чокве занимаются разнообразными видами охоты: с сетями, коллективная загонная и др. Женщины занимаются собирательством и рыбной ловлей. Разводят кур, овец, коз, свиней. Развиты ремёсла плетение, гончарство, кузнечество, ткачество. Занимаются резьбой по дереву — делают маски, статуэтки, трубки, барабаны, табуреты с зоо- и антропоморфными фигурами в качестве основания. Чокве торгуют слоновой костью, воском и дикорастущим каучуком.

## Общество и традиционные верования
Предпочтительны кросскузенные браки: кросскузенный (перекрёстно-кузенный) — брак с дочерью брата матери или с дочерью сестры отца. Счёт родства матрилинейный, брачное поселение патрилокальное. В течение длительного времени сохранялись инициации мальчиков.
Сохраняется вера в создателя мира (Нзамби, Калунда), культ предков (мвумби) и духов природы (нкиси, которые выступали как личные и коллективные покровители), колдовство, охотничьи и аграрные ритуалы. Развит сказочный, песенный (одноголосное пение), танцевальный фольклор; основной музыкальный инструмент — маримба (Минц 2007: 587).